# Martwica

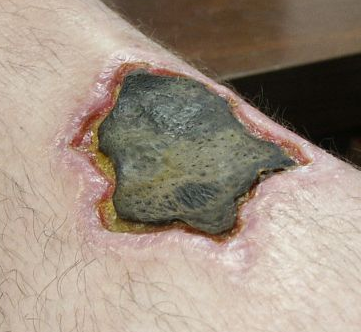
Rana z martwicą na kończynie dolnej z powodu ukąszenia pustelnika brunatnego

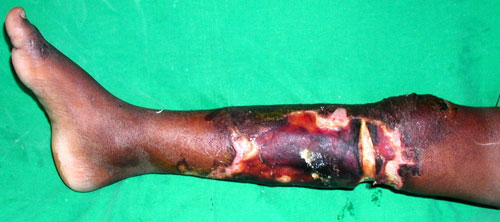
Pooparzeniowa martwica podudzia

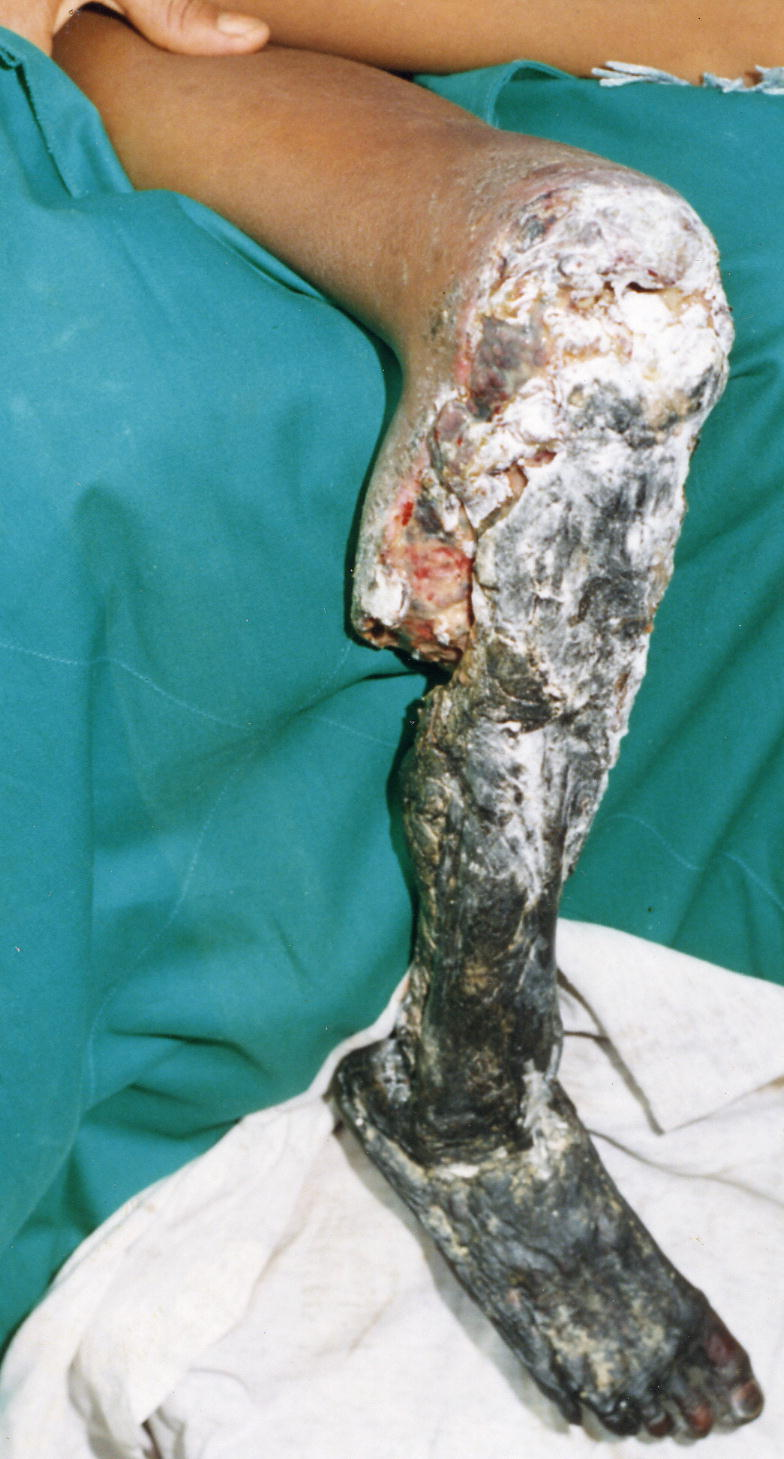
Martwica (znacznego stopnia) tkanki spowodowana działaniem jadu Bothrops asper. Ofiarą był 11-letni chłopiec ukąszony 2 tygodnie wcześniej w Ekwadorze. Leczono go tylko antybiotykami.

Martwica, nekroza (stgr. νεκρός „martwy”, łac. necrosis) – ciąg zmian morfologicznych zachodzących po śmierci komórki w żywym organizmie. 
Charakteryzuje się stopniową degradacją struktur komórkowych (m.in. denaturacją białek), obrzmieniem cytoplazmy, dezintegracją błony komórkowej i chaotyczną dezaktywacją wszystkich szlaków biochemicznych, a także następuje pęcznieniem komórki (na skutek dostawania się wody do komórki) lub przeciwnie jej obkurczenie. W odróżnieniu od apoptozy nekrozie towarzyszy wydostanie się zawartości komórki (następuje rozpad komórki) do otaczającej ją przestrzeni międzykomórkowej, na skutek utraty ciągłości błony komórkowej i uwolnienia enzymów lizosomalnych. Powoduje to zazwyczaj silną reakcję zapalną, która może mieć znaczenie patologiczne (nie występuje to na ogół w przypadku apoptozy). DNA komórek rozpada się na fragmenty o przypadkowej długości.
Do typów martwicy komórek zaliczamy:
- martwicę skrzepową - najczęściej spowodowana zawałem lub zatorem skutkującym niedokrwieniem tkanek
- martwicę serowatą - serowacenie - występuje w gruźlicy, kile, ziarnicy złośliwej, niektórych nowotworach), w przypadku kiły masy te są elastyczne przy uciśnięciu z powodu nagromadzenia niestrawionych włókien kolagenowych
- martwicę rozpływną - najczęściej występuje w mózgu, poza nim może zostać wywołana przez niektóre bakterie i grzyby
- martwicę enzymatyczną tkanki tłuszczowej - w tkance tłuszczowej okołotrzustkowej, może również występować w innych tkankach na skutek dostania się enzymów lipolitycznych do krwiobiegu za pośrednictwem którego trafiają one do innych tkanek
- zgorzel (zachodzi gnicie), w tym:
  - zgorzel wilgotna
  - zgorzel sucha
  - zgorzel gazowa[2]

Martwicą (łac. necrosis) nazywamy obumarcie tkanek lub narządów. Może być spowodowana niedokrwieniem (np. spowodowanym zawałem), niedotlenieniem, toksynami bakteryjnymi.
Rozróżniamy martwicę aseptyczną, martwicę rozpływną, martwicę suchą. 
Przykłady martwicy:
- martwica dystalnych części kończyn w wyniku niedokrwienia (zator, zakrzep tętniczy)
- martwica mięśnia sercowego (na skutek zawału mięśnia sercowego, przykład martwicy skrzepowej)
- stopa cukrzycowa (przykład zgorzeli suchej)

W patomorfologii martwica zaliczana jest do zmian wstecznych.